# Lac Saint-Louis
Lac Saint-Louis (Frans) of Lake Saint-Louis (Engels) is een Canadees meer in het zuidwesten van Québec ten zuiden van het Île de Montréal waarop de stad Montréal is gelegen. Het meer ligt aan de samenvloeiing van twee van de vier takken van de rivierdelta waar de Ottawa uitmondt in de loop van de Saint Lawrence. De Saint Lawrencezeeweg loopt ook door dit meer.
Het westelijk gelegen Lac des Deux Montagnes ligt stroomopwaarts op de Ottawa. De scheiding tussen beide meren wordt gevormd door het Île Perrot. De Lachine-stroomversnellingen liggen stroomafwaarts op de Saint-Lawrence en vormen eigenlijk de belangrijkste uitstroom van het meer.
Het meer heeft een oppervlakte van 148 vierkante kilometer en strekt zich uit over 23 km langs de Saint Lawrence met een maximale breedte van 6,5 km. Gemiddeld is het meer drie meter diep, de maximale diepte is 28 meter. Het bevindt zich 21 m boven zeespiegelniveau. Het meer heeft een volume van 500 miljoen kubieke meter (0,5 km³) en aan de uitstroom is er een gemiddeld debiet van 8.400 kubieke meter per seconde. Het is een meer door zijn oppervlakte, maar het debiet geeft het meer de kenmerken van een stroom.